# Gynoplistia (Dirhipis) luteola
Gynoplistia (Dirhipis) luteola is een tweevleugelige uit de familie steltmuggen (Limoniidae). De soort komt voor in het Neotropisch gebied.